# تشارلز أندرسون (سياسي كندي)
تشارلز أندرسون هو سياسي كندي، ولد في 14 يناير 1858، وتوفي في 8 يونيو 1939 في وندسور في كندا. حزبياً، نشط في حزب أونتاريو المحافظ التقدمي. وقد انتخب عضو برلمان مقاطعة أونتاريو.